# Krtok
Krtok (cyr. Крток) – wieś w Serbii, w okręgu toplickim, w gminie Kuršumlija. W 2011 roku liczyła 20 mieszkańców.